# Sinningia guttata
Sinningia guttata är en tvåhjärtbladig växtart som beskrevs av John Lindley. Sinningia guttata ingår i släktet Sinningia och familjen Gesneriaceae. Inga underarter finns listade i Catalogue of Life.